# Big Jim Sullivan
Pour les articles homonymes, voir Sullivan.
Big Jim Sullivan, né James George Tomkins le 14 février 1941 et mort le 2 octobre 2012, est un guitariste britannique qui commence sa carrière en 1958.
Il est surtout connu comme musicien de studio. Dans les années 1960 et 1970, il est l'un des guitaristes de session les plus demandés au Royaume-Uni et joue sur environ 750 singles classés dans les charts au cours de sa carrière, dont plus de 50 titres no 1 en Angleterre.

## Biographie

### Les jeunes années
James George Tomkins naît à l'hôpital d'Hillingdon, dans le Middlesex, en Angleterre, et fréquente l'école secondaire Woodfield à Cranford, Middlesex. À l'âge de 14 ans, il commence à apprendre la guitare et devient professionnel en deux ans. Pendant sa jeunesse, il joue avec Sid Gilbert and the Clay County Boys, un groupe de western swing, Johnny Duncan's Blue Grass Boys, Vince Taylor & the Playboys, Janice Peters & the Playboys et le Vince Eager Band. Sullivan donne également des cours de guitare à son jeune voisin Ritchie Blackmore (le futur guitariste de Deep Purple).
En 1959 il rencontre Marty Wilde au 2i's Coffee Bar et est invité à devenir membre de son groupe The Wildcats, qui fait l'ouverture de la série télévisée Oh Boy !, produite par Jack Good. Les Wildcats ont accompagné Eddie Cochran et Gene Vincent lors de leur tournée de 1960 en Grande-Bretagne, au cours de laquelle Cochran est mort. Wilde offre à Sullivan une guitare Gibson Les Paul, réputée être la première jouée en Grande-Bretagne, qu'il avait achetée à Sister Rosetta Tharpe.
Il jouera plus tard sur une guitare Gibson ES-335 rouge cerise. Sullivan, Ritchie Blackmore et Pete Townshend persuadent Jim Marshall de fabriquer des amplificateurs meilleurs et plus abordables.

### Musicien de studio
Jack Good introduit Sullivan au travail en studio. Sullivan devient l'un des guitaristes les plus recherchés au cours des années 1960 et 1970, en partie à cause de sa flexibilité à jouer différents styles de musique. Il est souvent appelé « Big Jim » à la fois pour son apparence physique et parce qu'il est généralement le premier choix pour accompagner les musiciens et groupes célèbres. Jimmy Page, un autre guitariste de session de l'époque qui se retrouve souvent avec Sullivan, est appelé lui « Little Jim ». Sullivan joue sur environ 750 entrées dans les charts britanniques et réalise en moyenne trois sessions d'enregistrement par jour. Il joue sur les premiers disques à utiliser un effet wah-wah au Royaume-Uni, Sweet Little Sixteen de Michael Cox en 1961 et The Crying Game de Dave Berry en 1964, qui utilisent une pédale DeArmond Tone et Volume. Il joue aussi  sur le premier disque britannique à utiliser une fuzzbox, qu'il a empruntée au guitariste de session Eric Ford, sur le hit Hold Me de P.J. Proby en 1964.
Au début des années 1960, il apparaît également sur des tubes de Billy Fury, Adam Faith, Helen Shapiro, Johnny Hallyday, Freddie and the Dreamers, Cilla Black, Tom Jones, Shirley Bassey, Dusty Springfield et bien d'autres. Il joue de la guitare sur l'album R&B From The Marquee d'Alexis Korner's Blues Incorporated en 1962 et sur le premier album de Georgie Fame, Rhythm and Blues at the Flamingo, en 1964. En plus de participer à de nombreux albums britanniques, Sullivan est également présent sur les albums Live in Paris 1963 des Everly Brothers enregistré à l'Olympia, Something Special de Bobby Darin, Get Down With It: The Complete Okeh Sessions de Little Richard et Home and Away de Del Shannon. Il apparaît régulièrement dans plusieurs programmes de télévision et de radio britanniques, dont le Tom Jones show, l'émission Shang-a-Lang des Bay City Rollers, Top of the Pops, Ready Steady Go! et Saturday Club. Big Jim Sullivan accompagne également plusieurs artistes français venus enregistrés à Londres, comme Johnny Hallyday, Françoise Hardy ou Eddy Mitchell.
Plus tard dans les années 1960 et 1970, Sullivan continue à jouer sur une succession de disques à succès dont ceux des Walker Brothers, Donovan, David Bowie (il joue du banjo, de la guitare et du sitar sur le premier album de Bowie publié en 1967), Benny Hill, The New Seekers, Love Affair, Long John Baldry, Small Faces et Rolf Harris. En 1968, il joue sur Wonderwall Music de George Harrison. Il produit et joue sur le premier album d'Amazing Blondel en 1969 et, la même année, sur l'album Sound of Sunforest, dont deux morceaux sont utilisés dans le film Orange mécanique. En 1971, il joue dans l'Orchestre Jean-Claude Vannier pour l'Histoire de Melody Nelson de Serge Gainsbourg, et joue également sur 200 Motels de Frank Zappa. En 1972, il a fait des arrangements pour la version orchestrale de Tommy des Who.

### Sitar
Dans les années 1960, Sullivan apprend à jouer du sitar, après avoir été inspiré par le musicien indien Vilayat Khan en assistant à une de ses sessions d'enregistrement. Sullivan sort un album de style indien sous son propre nom, Sitar Beat (1967) et un autre sous le nom de « Lord Sitar » (1968). Il joue aussi sur une interprétation musicale du Kamasutra. 
Sullivan fait partie d'un groupe de guitaristes anglais qui adoptent le sitar, y compris George Harrison des Beatles, dont Sullivan visite régulièrement la maison à Esher pour pratiquer sur l'instrument. Tout au long de cette période, Sullivan étudie solennellement avec Nazir Jairazbhoy et abandonne presque la guitare au profit du sitar jusqu'en 1969. Avec Harrison, Brian Jones des Rolling Stones et Shawn Phillips, il est parmi les plus dévoués parmi les nombreux guitaristes de rock qui embrassent l'instrument pendant les années 1960.

### Après les sessions
En 1969, Sullivan rejoint le groupe de Tom Jones. Pendant son séjour avec Jones à Las Vegas, il rencontre Elvis Presley avec qui il se lie d'amitié. Sullivan est un innovateur de la Talkbox, dont il fait la démonstration dans le show télévisé de Jones. Il sort un album instrumental Sullivan Plays O'Sullivan (1971) et donne également des cours de guitare dans la série télévisée Shang A Lang des Bay City Rollers. Dans les années 1970, il compose la partition d'un épisode de la série de science-fiction Cosmos 1999 (En désarroi), dans laquelle il apparaît et interprète également une partie de la partition à l'écran, en tant que membre d'équipage donnant un concert de sitar électrique.
En 1974, Sullivan fait équipe avec le producteur de disques Derek Lawrence pour former le label Retreat Records. Une sortie d'album est Big Jim's Back (1975). Il dirige un groupe appelé Tiger, aux côtés du chanteur Nicky Moore, sortant trois albums sous ce nom avant la séparation du groupe en 1976. Retreat produit également divers artistes. Parmi eux se trouvent Labi Siffre, Chas & Dave et McGuinness Flint. Sullivan produit et arrange I Got The... (Blues) de Siffre, samplé par Eminem sur My Name Is. Lawrence et Sullivan se rendent aux États-Unis pendant cette période pour produire le groupe de glam metal Angel.
À partir de 1978, il fait partie de l'orchestre de James Last pendant neuf ans, effectuant également une tournée avec Olivia Newton-John après son succès dans Grease. En 1987, il commence à composer de la musique pour des films et des jingles.
Big Jim forme ensuite un duo avec le guitariste, chanteur et compositeur Duncan McKenzie. Ils jouent ensemble pendant de nombreuses années, enregistrant l'album, Aquila.
Sullivan joue dans le Big Jim Sullivan Band avec Duncan McKenzie, Malcolm Mortimore et Pete Shaw. Il forme le duo BJS avec Doug Pruden. En 2006, ils sont présentés dans la série de DVD Guitar Maestros.
Sullivan meurt le 2 octobre 2012, à l'âge de 71 ans, des suites d'une maladie cardiaque et du diabète.

## Discographie

### Enregistrements notables
- 1959 : Marty Wilde – Bad Boy
- 1961  :
  - Petula Clark – Sailor *
  - Johnny Hallyday - Retiens la nuit (guitare rythmique)
- 1962 : John Barry - James Bond Theme[5] (Vic Flick interprète la guitare principale, mais Sullivan joue aussi sur le disque et conçoit l'introduction)
- 1962 : Johnny Hallyday – Elle est terrible
- 1963 :
  - Dusty Springfield - I Only Want to Be with You
  - John Barry - From Russia, With Love, thème de James Bond[5]
- 1964 :
  - Dusty Springfield - I Just Don't Know What to Do with Myself
  - Ella Fitzgerald - Can’t Buy Me Love 
  - Françoise Hardy – Je n'attends plus personne
  - The Zombies – She's Not There
  - Marianne Faithfull - As Tears Go By[18]
  - Shirley Bassey - Goldfinger, thème de James Bond[5]
  - Georgie Fame and the Blue Flames - Yeh, Yeh
- 1965 :
  - Burt Bacharach and his Orchestra - Trains and Boats and Planes
  - Gerry & The Pacemakers – Ferry Cross the Mersey
  - Tom Jones - It's Not Unusual *[18]
  - Tom Jones - What's New Pussycat?[19]
- 1966 :
  - Alan Price - I Put a Spell on You
  - Dusty Springfield – You Don't Have to Say You Love Me *
  - Chris Farlowe - Out of Time *
  - Hermans Hermits - No Milk Today
  - Eddy Mitchell - Rien qu'un seul mot, adaptation d'(I Can't Get No) Satisfaction
  - Michel Polnareff : La Poupée qui fait non[18]
  - Michel Polnareff - Love Me, Please Love Me / L'Amour avec toi
- 1967 :
  - Nancy Sinatra - You Only Live Twice, thème de James Bond[5]
  - The Flower Pot Men : Lets Go to San Francisco
  - Scott Walker - Jacky
  - Michel Fugain - Prends ta guitare, chante avec moi[20]
  - Sandie Shaw – Puppet on a String *
  - Small Faces – Itchycoo Park
  - Cat Stevens - The First Cut Is the Deepest
- 1968 :
  - Tom Jones - Delilah
  - Donovan : Hurdy Gurdy Man
  - Barry Ryan - Eloise
- 1969 :
  - Chicken Shack - I'd Rather Go Blind
  - Donovan – Catch the Wind et Colours (pas sur les singles originaux mais sur les versions enregistrées pour la compilation Donovan's Greatest Hits produite par Mickie Most pour Epic)
  - Serge Gainsbourg - Je t'aime… moi non plus *[3]
- 1971 :
  - Tom Jones - She's a Lady
  - John Kongos - He's Gonna Step On You Again
- 1984 : Matt Bianco - Whose Side Are You On?

Les chansons marqué d'un * se sont classées no 1 dans le UK Singles Chart.

### Albums
Big Jim Sullivan
- 1964 : Charles Blackwell and Jimmy Sullivan – Classics with a Beat
- 1965 : Charles Blackwell and Jimmy Sullivan – Folklore with a Beat
- 1968 :
  - Big Jim Sullivan & Barry Morgan – The Perfumed Garden
  - Big Jim Sullivan – Sitar Beat (l'album est publié au Royaume-Uni par Mercury en 1967 sous le titre de Sitar A Go Go et est réédité par Mercury en janvier 1968 pour une distribution plus large sous le nom de Sitar Beat
- 1969 : Big Jim Sullivan – Lord Sitar
- 1973 : Big Jim Sullivan – Sullivan Plays O'Sullivan
- 1974 : Big Jim Sullivan – Big Jim's Back
- 1975 : Big Jim Sullivan's Tiger – Tiger
- 1976 : Big Jim Sullivan's Tiger – Goin' Down Laughing
- 1977/1983 : Big Jim Sullivan's Tiger – Test of Time
- 1992 : Jim Sullivan – Forbidden Zones – Guitar Tutoring
- 1994 : Big Jim Sullivan's Tiger – Test of Time
- 1998 : Big Jim Sullivan – Big Jim's Back / Tiger
- 2001 : Big Jim Sullivan – Mr Rock Guitar (aussi Ultimate Rock Guitar plus d'autres titres)
- 2003 : BJS Duo – Hayley's Eyes
- 2004 : The Big Jim Sullivan Trio – Jazz Cafe
- 2005 : The Big Jim Sullivan Band – Live at Coolham
- 2006 : Big Jim Sullivan – Guitar Maestros

Collaborations notables
- 1961 :
  - Johnny Hallyday - Viens danser le twist
  - Johnny Hallyday - Salut les copains
- 1963 : Eddy Mitchell - Eddy in London
- 1965 :
  - Petula Clark - Downtown
  - Eddy Mitchell - Du rock 'n' roll au rhythm 'n' blues
- 1966 :
  - Eddy Mitchell - Perspective 66
  - Donovan - Sunshine Superman
- 1967 :
  - David Bowie - David Bowie
  - Donovan - Mellow Yellow
- 1975 : The Rolling Stones - Metamorphosis
- 2000 : Van Morrison, Lonnie Donegan et Chris Barber - The Skiffle Sessions – Live in Belfast 1998